# Kyle Brown (rugby à sept)
Pour les articles homonymes, voir Brown.
Ne doit pas être confondu avec Kyle Brown.
Pas d'image ? Cliquez ici

a Compétitions nationales et continentales officielles uniquement.

b Matchs officiels uniquement.
Kyle Brown est un joueur sud-africain de rugby à sept né le 6 février 1987 au Cap. Il a remporté avec l'équipe d'Afrique du Sud la médaille de bronze du tournoi masculin des Jeux olympiques d'été de 2016 à Rio de Janeiro.